# Nellie Bly
Nellie Bly, właśc. Elizabeth Cochran Seaman (ur. 5 maja 1864 w Cochran's Mills, zm. 27 stycznia 1922 w Nowym Jorku) – amerykańska dziennikarka i reporterka, uprawiająca dziennikarstwo śledcze.

## Biografia
Urodziła się 5 maja 1864 w Cochran's Mills (obecnie części Pittsburgha), jako córka kupca i późniejszego sędziego Michaela Cochrana i jego drugiej żony, Mary Jane Kennedy.
Seksistowski artykuł w gazecie „Pittsburgh Dispatch” skłonił Elizabeth Jane Cochran do napisania zjadliwej repliki do redakcji. Ze względu na jej talent, który ujawniła w swoim tekście, redaktor naczelny zaproponował jej pracę reporterki. Ponieważ Cochran poszukiwała pracy, chętnie przystała na tę propozycję. W redakcji nadano jej pseudonim Nellie Bly, po postaci z jednej z popularnych wówczas piosenek.
Nellie Bly napisała kilka śledczych materiałów dla Pittsburgh Dispatch, zanim przeniesiono ją do redakcji kobiecej. Potem porzuciła tę gazetę i przeprowadziła się do Nowego Jorku, gdzie starała się o posadę w skandalizującej gazecie Josepha Pulitzera „New York World”. Pulitzer zatrudnił ją, a jej pierwszym zadaniem było napisanie artykułu o zakładzie psychiatrycznym dla kobiet na Blackwell’s Island. Zatajając swoją tożsamość, dała się zamknąć w zakładzie, wystawiając się na warunki w nim panujące. Ten typ dziennikarstwa, praca utajniona, stał się jej specjalnością.
W 1888 postanowiono, że „New York World” urządzi na wzór powieści Juliusza Verne’a W 80 dni dookoła świata reportaż z podróży dookoła świata. To zadanie przydzielono Nellie Bly. 14 listopada 1889 Bly wyruszyła z Nowego Jorku w trasę o długości blisko 25 tys. mil.
Po 72 dniach, 6 godzinach, 11 minutach, 14 sekundach, 25 stycznia 1890, Nellie Bly powróciła z podróży. Wówczas był to rekord świata okrążenia Ziemi. Ponadto, była pierwszą kobietą, która podróżowała dookoła świata bez towarzystwa mężczyzny. Stała się wzorem dla wielu kobiet z jej pokolenia. Kilka miesięcy później George Francis Train ustanowił nowy rekord, okrążając glob w 62 dni.
W 1894 Nellie Bly poślubiła milionera Roberta Seamana i porzuciła na pewien czas dziennikarstwo. Zajęła się zarządzaniem przedsiębiorstwami męża po jego śmierci w 1904 r. Powróciła do dziennikarstwa reporterskiego kilka lat później, relacjonując ze zjazdu sufrażystek w 1913 r. oraz jako korespondentka wojenna podczas I wojny światowej w Europie.
W wieku 57 lat zmarła na zapalenie płuc.
W dzielnicy Brooklyn w Nowym Jorku znajduje się park rozrywki jej imienia, który oparty jest na motywach jej podróży dookoła świata.